# Sarcoglottis speciosa
Sarcoglottis speciosa är en orkidéart som beskrevs av Karel Presl. Sarcoglottis speciosa ingår i släktet Sarcoglottis och familjen orkidéer. Inga underarter finns listade i Catalogue of Life.